# Daniele Silvetti
Daniele Silvetti (Ancona, 17 settembre 1973) è un politico italiano, dal 30 maggio 2023 sindaco di Ancona.

## Biografia
Nato ad Ancona, dove nel 1993 consegue la maturità presso il liceo classico "Carlo Rinaldini", nel 1998 si laurea in giurisprudenza all'Università di Bologna con tesi in diritto della navigazione. Dal 2004 al 2006 è stato consigliere nel Cda dell'Erap Ancona (ex IACP) e dal 2005 è associato ad uno studio professionistico di avvocati con sede nel capoluogo dorico, e si occupa di diritto civile e societario.
Da luglio 2018 al febbraio 2021 è stato membro effettivo del Consiglio nazionale dei consumatori e degli utenti presso il Ministero dello sviluppo economico per conto della Conferenza Stato-Regioni, mentre dal 2021 al 2023 è stato presidente dell'Ente Parco regionale del Conero e nel 2023 viene eletto presidente regionale di FederParchi Marche.
Nel Novembre 2024, a Torino in occasione del Congresso dell’Associazione Nazionale dei Comuni d’Italia viene eletto Vice Presidente Vicario con deleghe alle Politiche del mare, Demanio marittimo e Porti.

## Attività politica
Inizia il suo percorso politico nel 1989 nel Fronte della Gioventù, formazione giovanile del Movimento Sociale Italiano (MSI), divenendone segretario provinciale nel 1995. Nel 1994 entra nell'esecutivo provinciale del MSI per poi aderire dopo la svolta di Fiuggi di Gianfranco Fini ad Alleanza Nazionale (AN).
Con la confluenza di AN nel Popolo della Libertà (PdL) nel 2009, viene nominato coordinatore provinciale di Ancona. Nel 2013, a seguito dello scioglimento del PdL, non si unisce alla maggior parte dei vecchi compagni di partito in Fratelli d'Italia, bensì aderisce al partito di Forza Italia, di cui diventa coordinatore provinciale e vice-coordinatore Marche nord.
Dal 1997 al 2006 è stato consigliere comunale di Ancona per Alleanza Nazionale, mentre dal 2006 al 2015 ricopre la carica di consigliere regionale delle Marche per AN, PdL e Forza Italia.
Alle elezioni amministrative del 2023 si candida alla carica di sindaco di Ancona, sostenuto da una coalizione di centro-destra composta da Fratelli d'Italia, Forza Italia, Lega, UdC e le liste civiche "Ancona Protagonista per Silvetti Sindaco", "Civitas Civici", "Ripartiamo dai Giovani" e "Rinasci Ancona". Al primo turno del 14-15 maggio risulta il candidato più votato, con il 45,5% dei voti, ed accede al ballottaggio contro la sfidante di centro-sinistra Ida Simonella. Al ballottaggio Silvetti vince con il 51,73% dei voti, diventando il primo sindaco di centro-destra del capoluogo marchigiano dall'introduzione dell'elezione diretta dei sindaci.
Al congresso nazionale di Forza Italia del febbraio 2024 viene eletto nella segreteria nazionale del partito al fianco del nuovo segretario Antonio Tajani.